# Breakup 2 Makeup
"Breakup 2 Makeup (Remix)" é uma música da cantora americana Ashanti com a participação do rapper Black Child. A música foi gravada para seu primeiro álbum de remixes Collectables by Ashanti.

## Faixas e formatos
1. "Breakup 2 Makeup (Remix)" (Radio Edit)
2. "Breakup 2 Makeup (Remix)" (Instrumental Version)
3. "Breakup 2 Makeup (Remix)" (Call Out Research Hook)

## Desempenho
| Tabelas musicais (2004)                           | Melhor posição |
| ------------------------------------------------- | -------------- |
| Estados Unidos - Hot R&B/Hip-Hop Singles & Tracks | 76             |